# Хипермобилност
Хипермобилността, позната още като ставна халтавост, описва стави, които се разтягат повече от нормалното. Например някои хипермобилни хора могат да свиват палците си към китките, да огъват коленните си стави назад, както и да поставят крака си зад главата. Може да засяга една или повече стави в цялото тяло.
Хипермобилните стави се срещат при около 10 до 25% от населението, но при част от хората са налице болка и други симптоми. Това може да е признак на синдром на ставната хипермобилност, или по-актуалния термин – разстройство от хипермобилния спектър. Хипермобилните стави са характеристика на генетичните заболявания на съединителната тъкан. Преди да бъдат въведени нови диагностични критерии, хипермобилният синдром се е смятал за идентичен на синдрома на Елерс – Данлос (hEDS) хипермобилен тип, наричан по-рано EDS тип 3. Тъй като нито един генетичен тест не може да разграничи двете състояния и поради сходството на диагностичните критерии и възможните лечения, много експерти препоръчват те да бъдат признати за едно и също състояние, докато не бъдат направени допълнителни изследвания.
През 2016 г. диагностичните критерии за hEDS са пренаписани, за да бъдат по-рестриктивни, с намерението да се стесни наборът от пациенти с hEDS с надеждата да се улесни идентифицирането на обща генетична мутация, като hEDS е единственият вариант на EDS без диагностичен ДНК тест. В същото време синдромът на  ставната хипермобилност е преименуван на Разстройство от Хипермобилния Спектър (РХС) и предефиниран, като хипермобилно разстройство, което не отговаря на диагностичните критерии за hEDS, или на други видове синдром на Елерс – Данлос, както и други наследствени разстройства на съединителната тъкан (като синдрома на Марфан, синдрома на Луйс – Дийтс или несъвършена остеогенеза).